# SASSTO

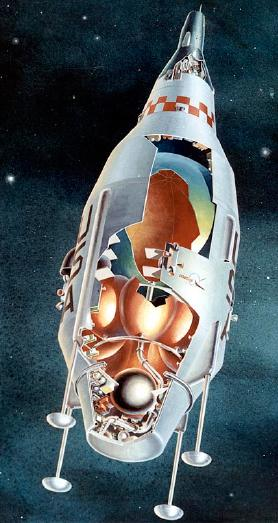
El vehículo SASSTO. Puede apreciarse la cápsula Gemini en la parte superior.

SASSTO (Saturn Application Single Stage to Orbit, Aplicación Saturno para Órbita en una Sola Etapa) fue un diseño de lanzador orbital de Philip Bono hecho en 1967, y primer paso hacia un VTOVL SSTO (Vertical Take-Off, Vertical Landing Single Stage to Orbit, Una Etapa a Órbita de Despegue y Aterrizaje Verticales). Se habría tratado de un Saturno IVB muy modificado, con una tobera de tapón y propulsado por LOX y LH2
A finales de 1966, los partidarios del concepto de despegue y aterrizaje verticales de la Douglas Aircraft Company (como el mismo Bono) llevaron a cabo un estudio para determinar si el coste de un VTOVL balístico sería competitivo con el de un vehículo de despegue vertical y aterrizaje horizontal (como el futuro transbordador espacial) a la hora de llevar pequeñas cargas útiles al espacio. Estudios anteriores de la NASA y USAF generalmente habían asumido vehículos balísticos de una sola etapa para llevar cargas pesadas al espacio, y vehículos con alas para misiones tripuladas de rápida ejecución.
Douglas definió su proyecto de VTOVL tripulado experimental como un taxi espacial, y con el que habría probado los conceptos necesarios para hacer volar un VTOVL: motor en punta de lanza, estructuras ligeras, reentrada balística, aterrizaje vertical, escudo térmico enfriado de manera activa y otros. El resultado habría sido el SASSTO.
En el SASSTO, el tanque de oxígeno líquido habría estado en la parte inferior del vehículo para minimizar la diferencia entre el centro de gravedad y el centro de la presión aerodinámica. Se utilizaría un sistema de enfriamiento por hidrógeno líquido para el motor, y material ablativo (unos 200 kg) para proteger las áres adyacentes al motor.
La proporción de mezcla de LOX/LH2 sería de 6:1, dado que los diseñadores consideraron que una mezcla más alta disminuiría la velocidad de los gases de escape y por tanto bajaría la capacidad de carga del vehículo. La tobera de tapón, formada por 36 segmentos, habría trabajado a una presión de unas 100 atmósferas y funcionaría durante el ascenso, la inserción orbital, la deorbitación y el aterrizaje final (encendiéndose a unos 760 metros del suelo), llevando propelente suficiente como para moverse unos 10 segundos cerca del suelo por si fuese necesario un aterrizaje en un sitio no adecuado. La precisión inicial del aterrizaje sería de 1853 x 3700 metros, y la nave podría elegir una zona de aterrizaje de ±370 km alrededor de Cabo Cañaveral antes de la reentrada para poder hacer aterrizajes de emergencia.
La capacidad de carga del SASSTO sería de 3629 kg a una órbita de 185 km de altura. La carga típica sería una nave Gemini con dos tripulantes a bordo, protegida con una cofia eyectable para minimizar el arrastre aerodinámico durante el ascenso a órbita. La Douglas concibió este concepto en parte como una nave espacial de combate que permitiría misiones de inspección de satélites y el mantenimiento de estaciones espaciales, con una estancia máxima en el espacio de 48 horas.
También se propuso una versión desechable del SASSTO para su uso como etapa superior del Saturno IB o del Saturno V, ya que sería mucho más ligero y eficiente que su contrapartida, la etapa Saturno IVB. La capacidad del Saturno IB habría aumentado de 15876 kg de carga útil a 23184 kg o 25855 kg, según se utilizase un SASSTO desechable o reutilizable. Al concepto en que se utilizaba un SASSTO reutilizable con un Saturno IB se le llamó SARRA (Saturn Application Retrieval and Rescue Apparatus, Aplicación Saturno para Aparato de Recuperación y Rescate), y se concebía como un sistema de rescate para tripulaciones de misiones Apolo que tuviesen problemas en la superficie lunar.
Los análisis de costes comparado con vehículos reutilizables con alas daban ventaja al SASSTO, con costes de desarrollo y mantenimiento de la mitad de la cantidad necesaria para los vehículos con alas cuando se consideraron cargas útiles pequeñas, aunque la ventaja disminuía con cargas pesadas.

## Especificaciones
- Carga útil: 2812 kg a LEO (185 km de altura, 28 grados de inclinación orbital).
- Empuje en despegue: 1232,18 kN
- Masa total: 97.887 kg
- Diámetro: 6,71 m
- Longitud total: 21 m
- Propelentes: oxígeno e hidrógeno líquidos.